# Glauber Rocha
Glauber de Andrade Rocha (ur. 14 marca 1939 w Vitória da Conquista, zm. 22 sierpnia 1981 w Rio de Janeiro) – brazylijski reżyser, scenarzysta i producent filmowy, związany z nurtem zwanym Cinema Novo.
Rocha był w dzieciństwie nauczany przez surowych protestanckich pastorów. Wskutek tego przejawiał skłonności do buntowniczych zachowań. W 1955 roku stworzył koło filmowe w Salvadorze, w ramach którego poznawał klasyczne dzieła sztuki filmowej. Dało mu to inspirację do stworzenia takich obrazów, jak Bóg i diabeł w krainie słońca (1964), Ziemia w transie (1967) i Antonio das Mortes (1969).
W 1969 roku Rocha pod wpływem rządów brazylijskiej junty wyemigrował z kraju, po czym zaczął kręcić filmy w Europie i Afryce Północnej. W 1980 roku zamieszkał ostatecznie w Lizbonie, a dopiero tuż przed śmiercią został przewieziony do Rio de Janeiro, gdzie zmarł na raka płuc.